# Oricia Domínguez
Oricia del Carmen Domínguez Dos Santos (Caracas, 28 de febrer de 1994) és una model i reina de bellesa veneçolana-portuguesa, guanyadora del concurs Miss Univers Portugal 2021. Representarà Portugal al certamen de Miss Univers 2021 a Eilat, Israel.

## Vida i educació
Domínguez va néixer i es va criar a Caracas, Veneçuela, però més tard es va traslladar a Lisboa, Portugal. L'any 2019 es va traslladar a Espanya i va assistir a la Universitat Carles III de Madrid a Getafe, on va obtenir un màster en moda. El 2020 va assistir al Conde Nast College Spain a Madrid, on es va llicenciar en periodisme amb una especialització en bellesa, moda i estil de vida. Del 2020 al 2021, va estudiar emprenedoria a la Universitat de Deusto a Bilbao.

## Concurs de bellesa

### Miss Veneçuela 2018
Domínguez va començar la seva esplèndida carrera representant a Táchira a Miss Veneçuela 2018 a l'Estudio 5 de Venevisión de Caracas el 13 de desembre de 2018. Es va classificar 3a i va perdre davant la guanyadora de l'eventual Isabella Rodríguez de Portuguesa.

### Miss Món Espanya 2020
Domínguez es va unir a la seva pompa quan va competir i representar a Guadalajara a Miss Món Espanya 2020, no va aconseguir classificar-se a les semifinals i va acabar al Top 5 de Beauty with a Purpose.

### Miss Portugal 2021
L'11 de setembre de 2021, Domínguez va representar la comunitat portuguesa a Espanya a Miss Portugal 2021, on va ser coronat Miss Univers Portugal 2021.
Al final de l'esdeveniment, va succeir a la sortida de Miss Univers Portugal 2020 Cristiana Silva.

### Miss Univers 2021
Com a Miss Univers Portugal, Domínguez va representar Portugal al concurs Miss Univers 2021 a Eilat, Israel.